# Манник плавающий
Манник плавающий, или Манник наплывающий (лат. Glyceria fluitans), — вид травянистых растений рода Манник (Glyceria) семейства Злаки (Poaceae).

## Ботаническое описание
Многолетние травянистые растения. Корневище шнуровидное и ползучее, выпускающее подземные побеги. Стебель приподнимающийся, 30—100 см высотой и 1,5—4 мм толщиной. Листья плоские, зелёные, по краям и снизу слегка шероховатые, 6—13 см длиной и 2—7 мм шириной. Язычок длинный, до 5—7 мм длиной, тупой, обыкновенно расщеплённый.
Цветочная метёлка немного колосковая, длинная и узкая, 10—35 см длиной и 1—3 см шириной, с ветвями мало отклонёнными, обыкновенно в одну сторону, до и после цветения прижатыми к оси соцветия; из них нижние отходят от общего стержня обыкновенно по 2 вместе и меньшая из них несёт лишь 1 колосок. Колоски прижатые к ветвям, цилиндрически-линейные, бледно-зелёные, 7—11-цветковые, 10—20 мм длиной и 1,5—3 мм шириной. Колосковые чешуйки беловато-плёнчатые, яйцевидные, заострённые, из них верхняя 3—3,5 мм длиной, на ⅓ длиннее нижней. Наружные прицветные чешуйки продолговато-яйцевидные, коротко-заострённые, с 7 выдающимися жилками, по краям в верхней части беловато-плёнчатые, 4—6 мм длиной и 2—2,5 мм шириной. Зрелая зерновка бурая, около 3 мм длиной и ¾ мм шириной. 2n=40.

## Распространение и экология
Европа и Кавказ, Западная Азия, Северная Африка, Западная Сибирь. Растёт по берегам рек, ручьев и болот.

## Значение и применение
В начале вегетации поедается европейским лосём (Alces alces Linnaeus).

## Синонимы
- Festuca fluitans L.basionym
- Festucaria heisteri Fabr. ex Steud.
- Glyceria acuminata Schur
- Glyceria denticulata Dumort.
- Glyceria fluitans var. islandica Á.Löve
- Glyceria integra Dumort.
- Hydrochloa fluitans (L.) Hartm.
- Melica fluitans (L.) Raspail
- Molinia fluitans (L.) Hartm.
- Molinia plicata Hartm.
- Panicularia brachyphylla Nash
- Panicularia fluitans (L.) Kuntze
- Poa barrelieri Biv.
- Poa fluitans (L.) Scop.

Ботанические иллюстрации
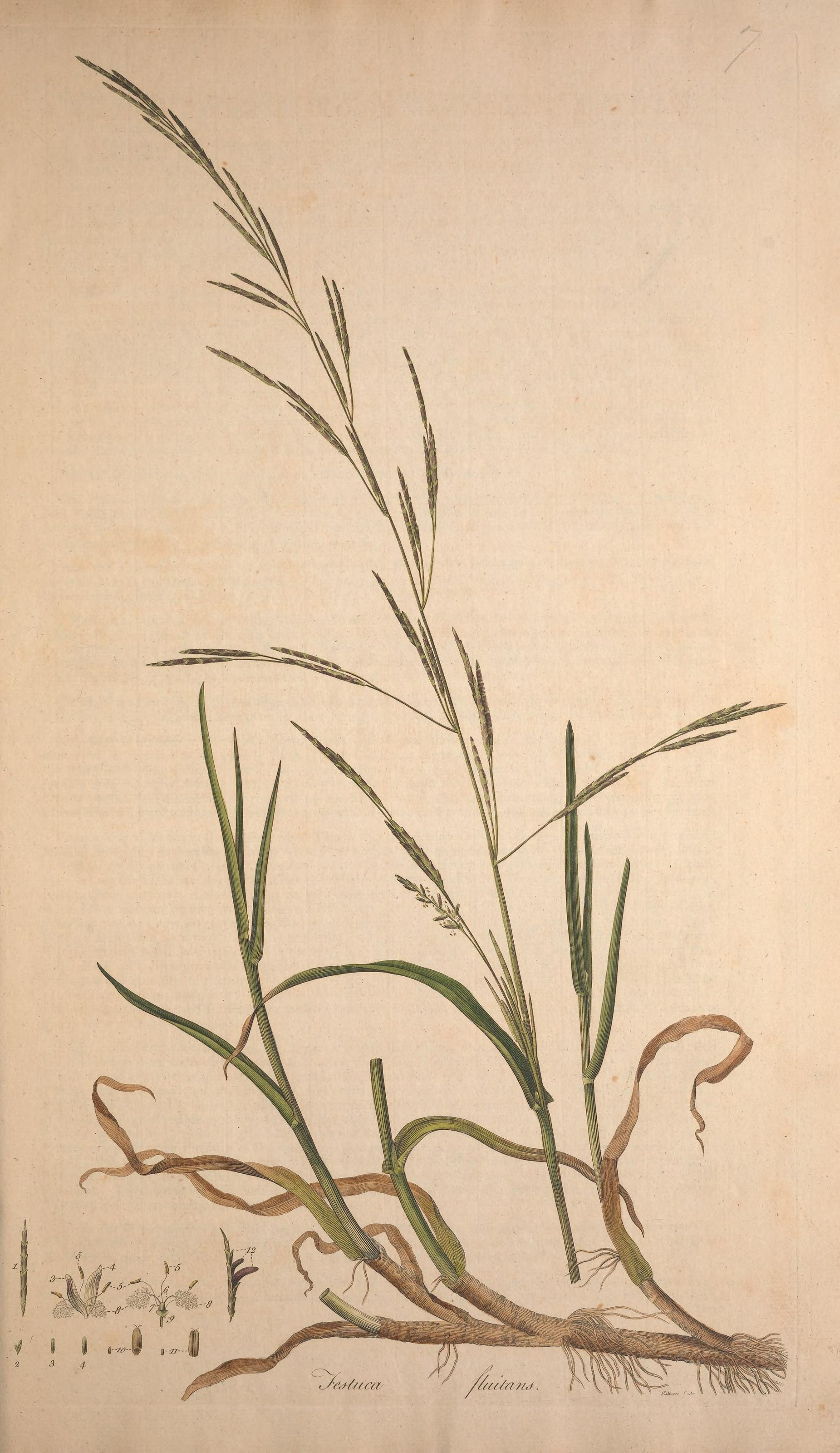
1777
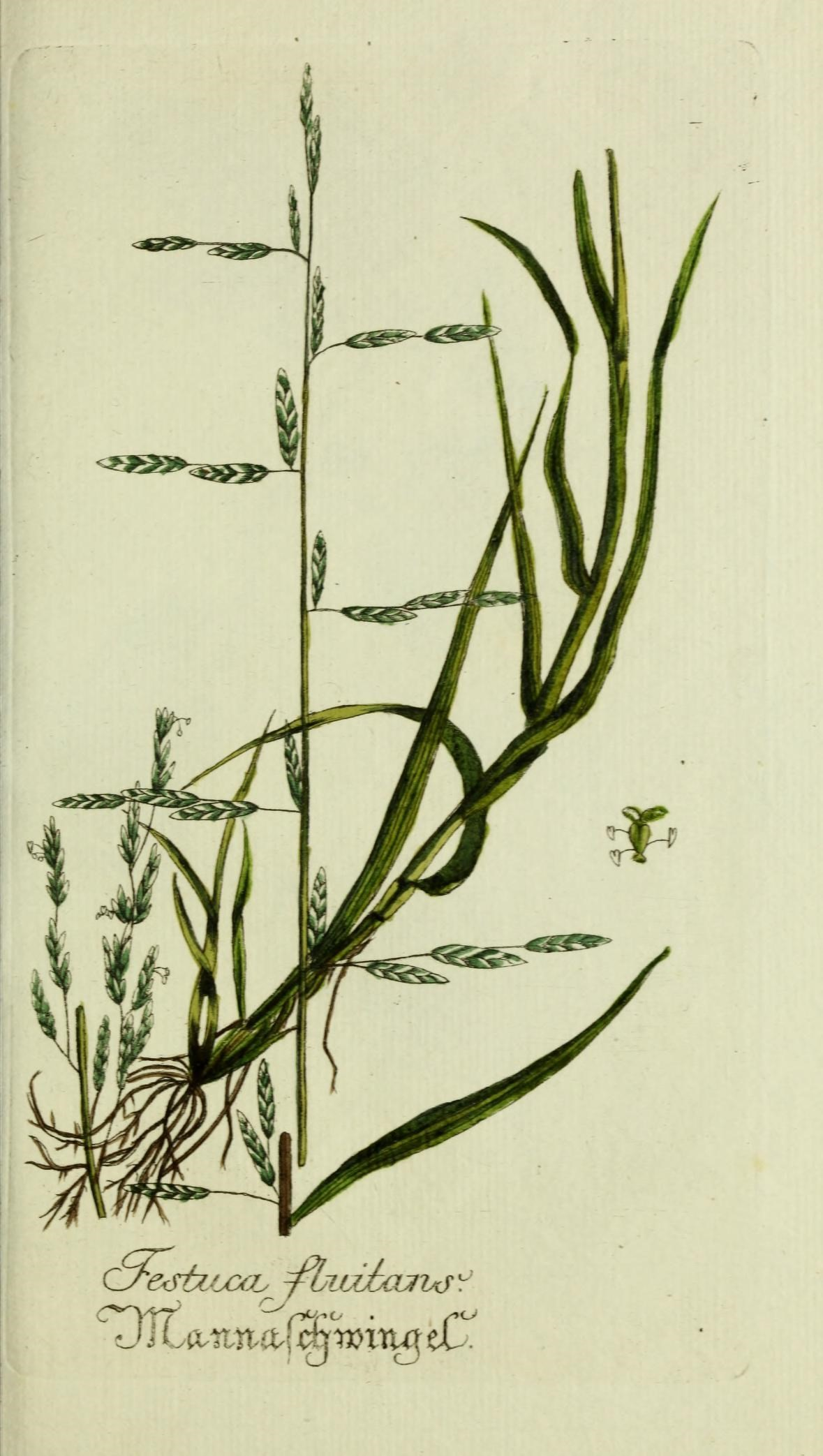
1790
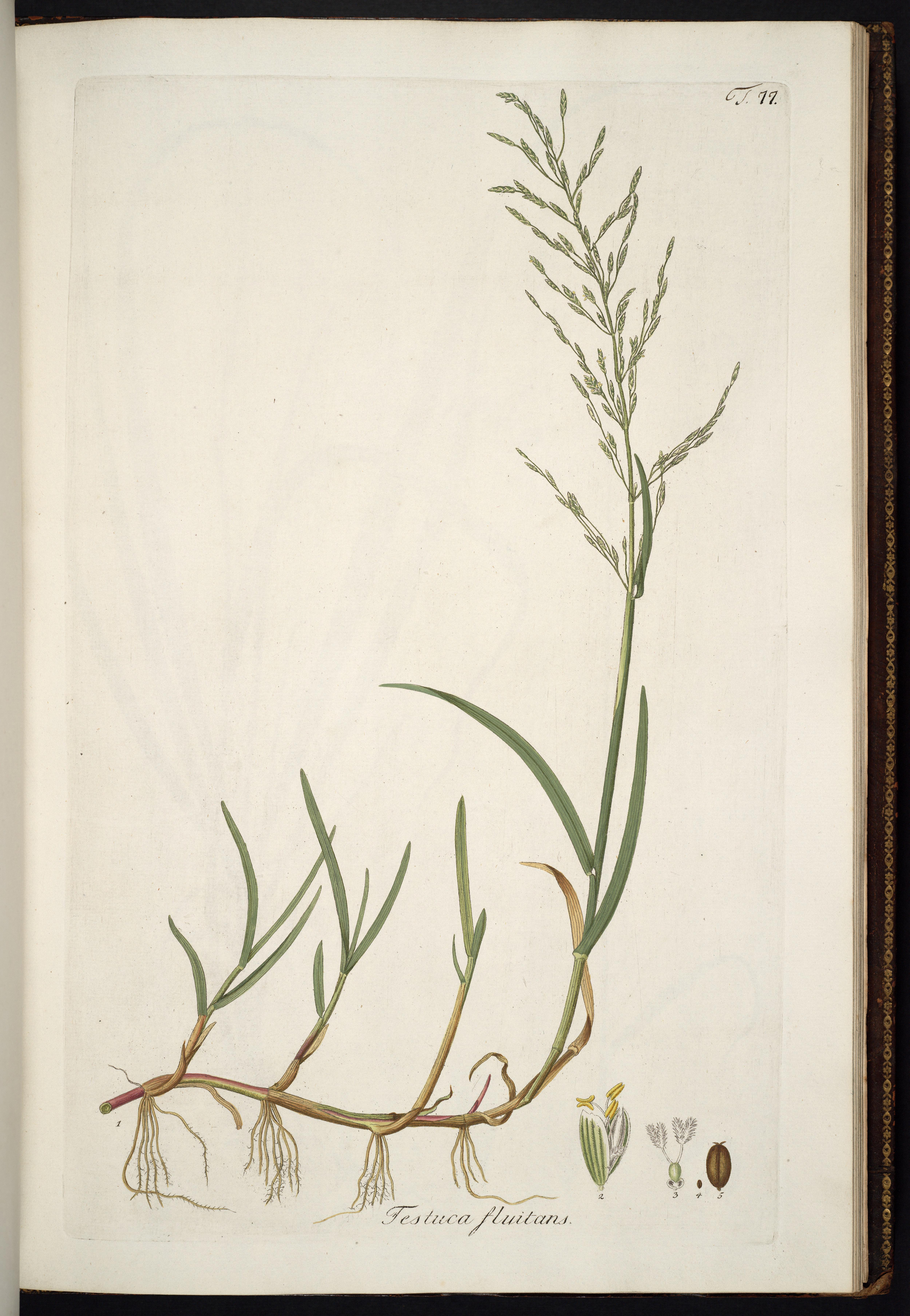
1802
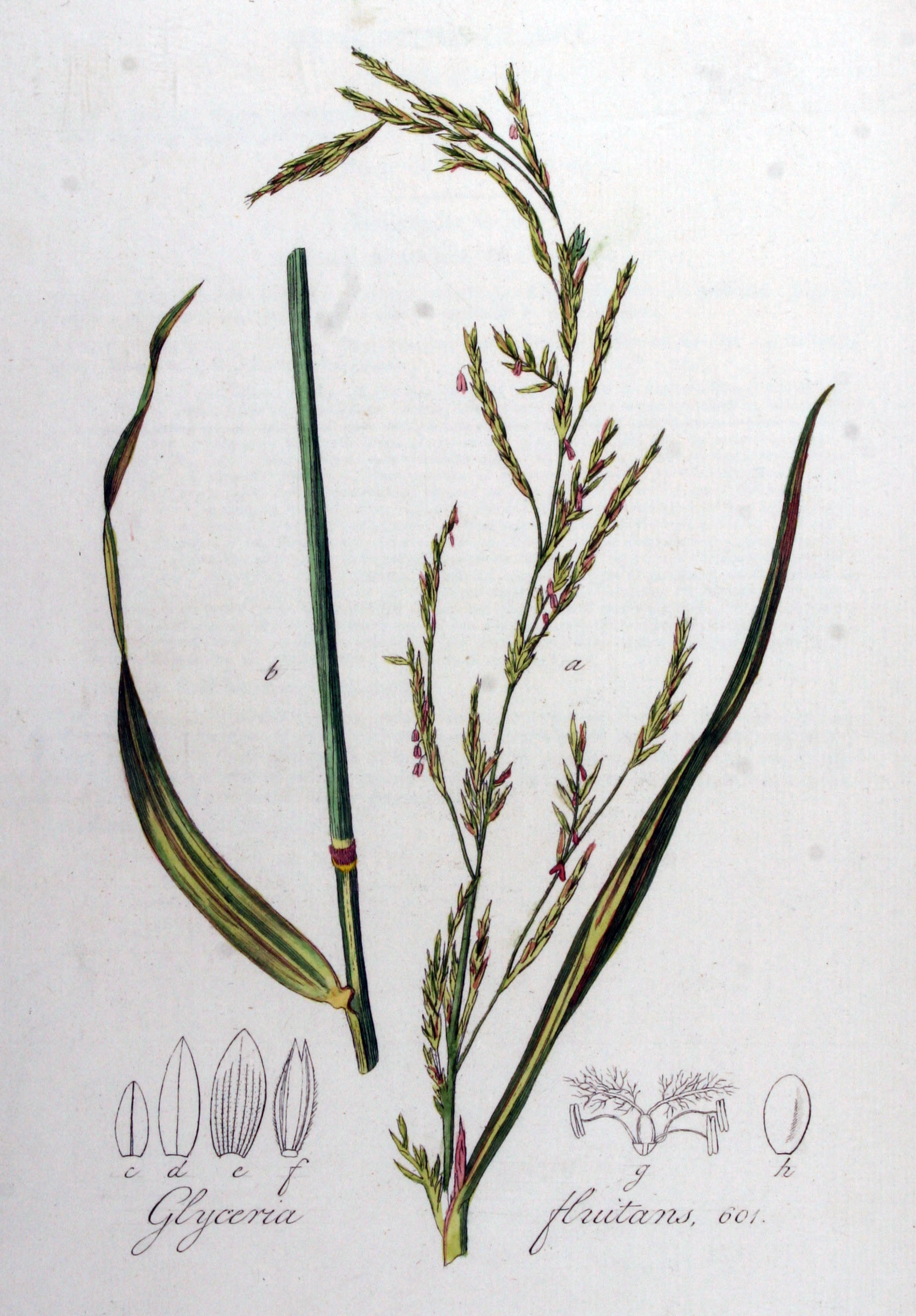
1844
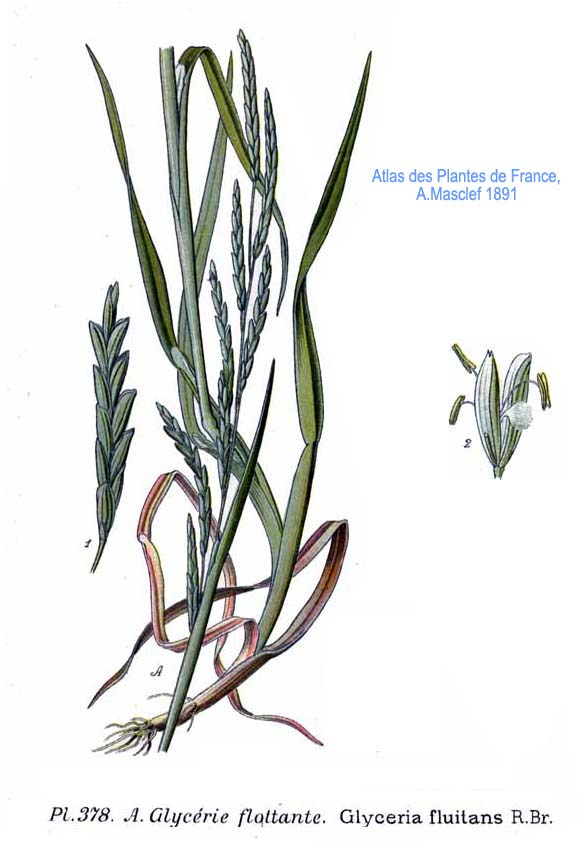
1891
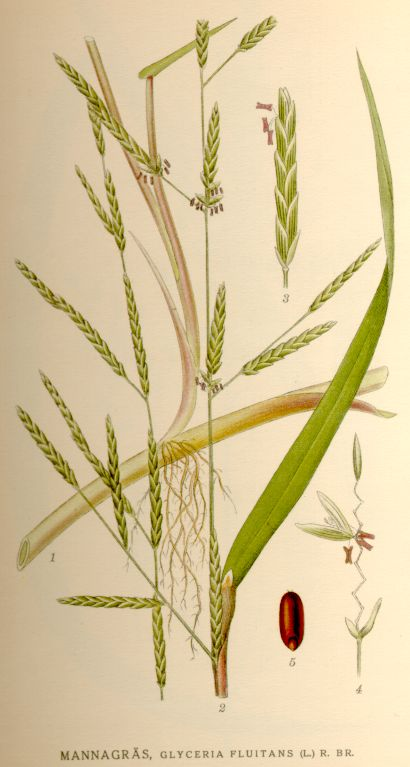
1917—1926